# Resolutie 974 Veiligheidsraad Verenigde Naties
Resolutie 974 van de Veiligheidsraad van de Verenigde Naties werd op 30 januari 1995 unaniem aangenomen en verlengde de UNIFIL-vredesmacht in het zuiden van Libanon met een half jaar.

## Achtergrond
Na de Israëlische inval in Zuidelijk Libanon eind jaren 1970, stationeerden de Verenigde Naties de tijdelijke VN-macht UNIFIL in de streek. Die moest er de vrede handhaven totdat de Libanese overheid haar gezag opnieuw kon doen gelden.
In 1982 viel Israël Libanon opnieuw binnen voor een oorlog met de Palestijnse PLO. Midden 1985 begon Israël met terugtrekkingen uit het land, maar geregeld vonden nieuwe aanvallen en invasies plaats.

## Inhoud
De Veiligheidsraad:
- Herinnert aan de resoluties 425, 426, 501, 508, 509 en 520.
- Bestudeerde het rapport van secretaris-generaal Boutros Boutros-Ghali over UNIFIL van 23 januari 1995 en neemt nota van de waarnemingen in dit rapport.
- Neemt akte van de brief van Libanon.
- Beantwoordt het verzoek van de Libanese overheid.

1. Besluit het mandaat van UNIFIL met zes maanden te verlengen, tot 31 juli 1995.
2. Herhaalt zijn steun aan de territoriale integriteit, soevereiniteit en onafhankelijkheid van Libanon met zijn internationaal erkende grenzen.
3. Benadrukt de voorwaarden van de macht zoals vastgelegd in het rapport van de secretaris-generaal van 19 maart 1978 dat werd goedgekeurd in resolutie 426, en roept alle betrokken partijen op samen te werken met de macht om de volledige uitvoering van haar mandaat te verwezenlijken.
4. Herhaalt dat de macht haar mandaat volledig moet uitvoeren.
5. Steunt de secretaris-generaals intentie om kosten te besparen bij het onderhoud en de logistiek.
6. Vraagt de secretaris-generaal de consultaties met de Libanese overheid en andere partijen over de uitvoering van deze resolutie voort te zetten en hierover te rapporteren.

## Verwante resoluties
- Resolutie 938 Veiligheidsraad Verenigde Naties (1994)
- Resolutie 962 Veiligheidsraad Verenigde Naties (1994)
- Resolutie 996 Veiligheidsraad Verenigde Naties
- Resolutie 1006 Veiligheidsraad Verenigde Naties

Lijst ·  970 ·  971 ·  972 ·  973 ·  974 ·  975 ·  976 ·  977 ·  978 ·  979 ·  980 ·  981 ·  982 ·  983 ·  984 ·  985 ·  986 ·  987 ·  988 ·  989 ·  990 ·  991 ·  992 ·  993 ·  994 ·  995 ·  996 ·  997 ·  998 ·  999 ·  1000 ·  1001 ·  1002 ·  1003 ·  1004 ·  1005 ·  1006 ·  1007 ·  1008 ·  1009 ·  1010 ·  1011 ·  1012 ·  1013 ·  1014 ·  1015 ·  1016 ·  1017 ·  1018 ·  1019 ·  1020 ·  1021 ·  1022 ·  1023 ·  1024 ·  1025 ·  1026 ·  1027 ·  1028 ·  1029 ·  1030 ·  1031 ·  1032 ·  1033 ·  1034 ·  1035